# Abraxas fulvobasalis
Abraxas fulvobasalis là một loài bướm đêm thuộc họ Geometridae. Nó được Warren miêu tả năm 1894. Nó được tìm thấy ở tây nam Xibia, miền bắc Trung Quốc và Nhật Bản.
Sải cánh dài 17–23 mm.